# Cadophora gregata
Cadophora gregata är en svampart som först beskrevs av Allington & D.W. Chamb., och fick sitt nu gällande namn av T.C. Harr. & McNew 2003. Cadophora gregata ingår i släktet Cadophora, ordningen disksvampar, klassen Leotiomycetes, divisionen sporsäcksvampar och riket svampar.   Inga underarter finns listade i Catalogue of Life.